# Boadilla del Camino

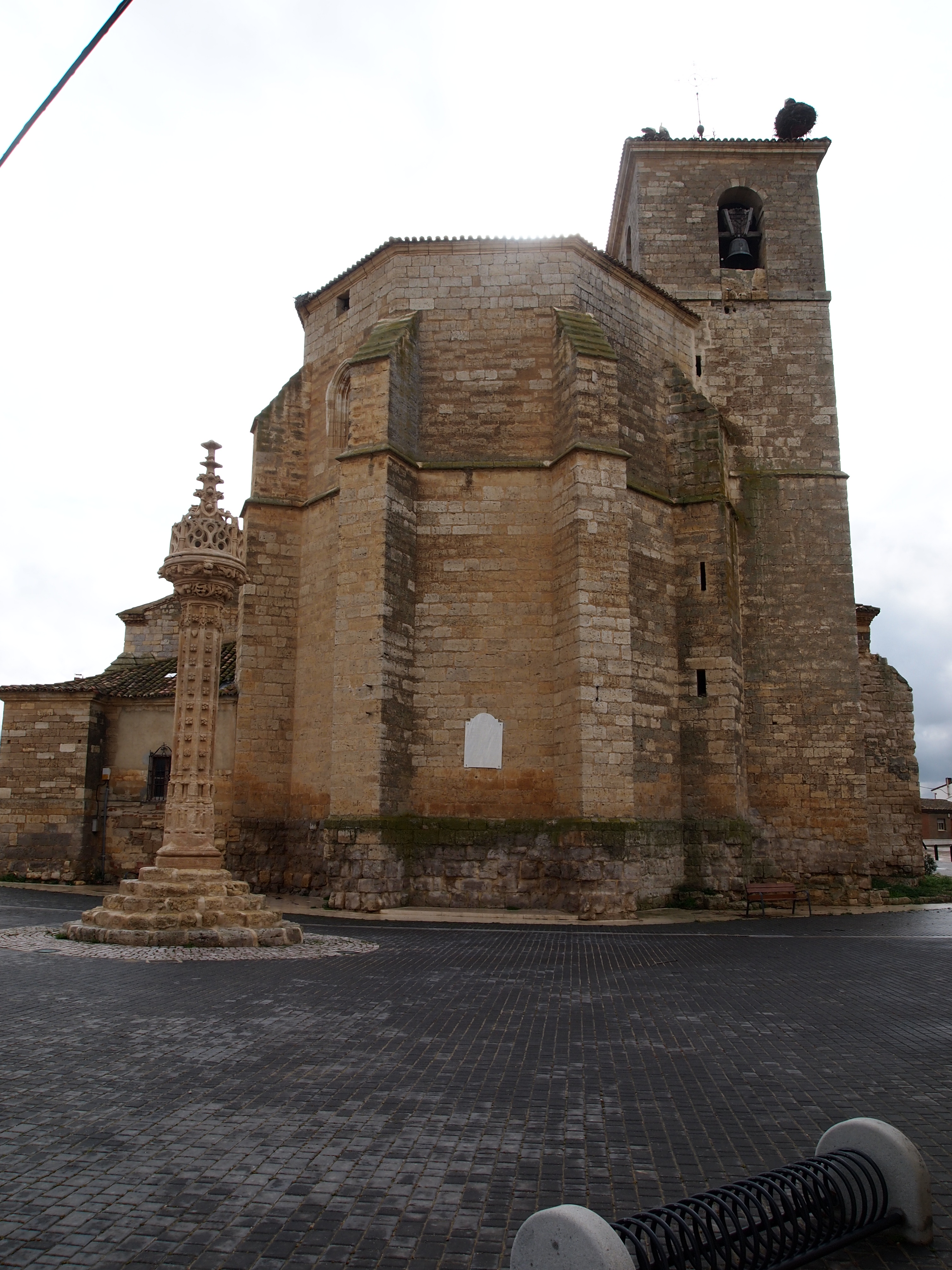
Kerk

Boadilla del Camino is een gemeente in de Spaanse provincie Palencia in de regio Castilië en León met een oppervlakte van 28,66 km². Boadilla del Camino telt 123 inwoners (1 januari 2016).

## Demografische ontwikkeling
Bron: INE, 1857-2011: volkstellingen